# 段崇 (东汉)
段崇（1世纪—110年），字礼高，汉中郡南郑县人，东汉政治人物。
汉中太守河间郡人郑廑任命段崇为主簿。汉安帝永初四年（110年），凉州羌人反汉，进入汉中，段崇跟随郑廑屯守褒中。羌人向东进攻，郑廑想要作战，段崇劝谏他以为不可，请求固垒而待援军。郑廑不听，出战，失败。段崇与门下史王宗、原展还有他的儿子段勃、兄长的儿子段伯生与敌人死战，寡不敌众，段崇等人全部战死。羌人俘虏郑廑，将他杀死。